# Ángel de Saavedra y Ramírez de Baquedano
Ángel María de Saavedra y Ramírez de Baquedano, més conegut pel seu títol nobiliari de Duc de Rivas (Còrdova, 10 de març de 1791 – Madrid, 22 de juny de 1865) va ser un escriptor, dramaturg, poeta, pintor i polític espanyol. La seva obra més coneguda es Don Álvaro o la fuerza del sino (1835), una de les més representatives del Romanticisme espanyol.

## Biografia
Fill segon d'una família nobiliària, durant el seu primer any de vida va rebre, entre d'altres, el títol de cavaller de l'Orde de Malta, va esdevenir capità de cavalleria del regiment de l'Infant i va rebre l'hàbit de Sant Jaume. La rebre una bona educació a càrrec d'eclesiàstics francesos, refugiats de la Revolució Francesa. El 1800 es va traslladar a Madrid a causa de la febre groga que afligia Andalusia, dos anys més tard moria el seu pare, i el seu germà Juan va heretar el títol de duc de Rivas. Per la seva banda, Ángel va ingressar al Reial Seminari de Nobles, on va romandre quatre anys. També es va incorporar a l'exèrcit, i a causa dels Pactes de Família dels Borbons, com a membre del regiment de l'Infant, va marxar al nord d'Europa, fins que la seva mare va aconseguir el 1806 un lloc a la Guàrdia de Corps, de la qual el seu germà Juan n'era capità.
Poc després van començar les dificultats polítiques a Espanya derivades de les conspiracions del príncep Ferran, el motí d'Aranjuez, la destitució de Godoy, les abdicacions de Baiona i, finalment, l'alçament del 2 de maig de 1808. Els dos germans Saavedra es va unir a les forces del general Gregorio García de la Cuesta a les proximitats de Salamanca. Durant aquesta època, Ángel escriu algunes poesies sobre la Guerra del Francès: «En un campamento 1808», «A la declaración de España contra los franceses», «A la victoria de Bailén» i altres que van ser recollides a la primera edició de Poesías. Des d'ençà aleshores, Saavedra va participar en les batalles d'Uclés, Talavera i a les proximitats d'Ontígola, on va ser greument ferit i donat per mort. Mentre es restablia a l'Hospital de Baza va escriure el seu conegut romanç «Con once heridas mortales». Encara convalescent a la casa familiar a Còrdova, l'entrada dels francesos el va obligar a fugir a Màlaga i d'allà a Gibraltar i Cadis, única ciutat que resistia als invasors. Allà van sortir les seves Poesías el 1814, i a fi d'any escrivia la tragèdia Ataulfo, que va ser prohibida per la censura. Amb la fi de la guerra, és estrenada el 8 de juliol de 1816 a Sevilla la seva obra Aliatar, va tenir un gran èxit i l'any següent Saavedra estrena Doña Blanca el 28 de novembre.
Pel que fa a la seva carrera en l'àmbit militar, pel seu estat de salut i per les seves aptituds literàries i pictòriques, l'exèrcit va encarregar-li l'Estat Major de Joaquín Blake del negociat de Topografia i Història Militar. Ja era tinent coronel amb la tornada de Ferran VII, i el 1833 va ser ascendit a coronel de cavalleria lleugera agregada a l'Estat Major a Sevilla. A la capital andalusa va participar en una tertúlia d'escriptors encara de gustos clàssics com José de Vargas Ponce i Manuel María de Arjona.
Els canvis polítics a Espanya van continuar, i durant el Trienni Liberal Saavedra va tenir una activitat política molt activa. El maig de 1820 va obtenir permís per viatjar a l'estranger i va marxar a París en comissió de servei i va aprofitar per conèixer la cultura de la capital francesa. No obstant el seu viatge seria breu, a Còrdova va establir una forta amb amistat, que duraria la resta de la seva vida, amb Antonio Alcalá Galiano, un liberal exaltat, intendent de Còrdova, que va influir sobre la ideologia de Saavedra i el va animar a presentar-se com a diputat a Corts a la província cordovesa. L'escriptor va sortir escollit el desembre de 1821 i des d'ençà aleshores va tenir una gran activitat política i parlamentària fins a l'entrada dels Cent mil fills de Sant Lluís comandats pel duc d'Angulema per restablir l'ordre absolutista a Espanya. Durant aquells anys, entre 1818 i 1819 va escriure El Duque de Aquitania y Malek Adel, representada a Barcelona i impresa el 1821, i a més publicava la segona edició de Poesías el 1820. A finals de 1822 estrenava la tragèdia Lanuza, que va ser representada durant sis dies i que va rebre molt bones crítiques.
Per la seva ideologia liberal va haver de fugir del país a Londres el 1823, més tard es trasllada el 1825 a Itàlia, i més tard a Malta, on va residir durant cinc anys i va conèixer el literat anglès J. Hookman, gràcies al qual es va posar en contacte amb l'escola romàntica anglesa. El 1834 va ser amnistiat i va tornar a Espanya, va virar vers el conservadorisme, però va haver de fugir novament el 1837 a Gibraltar i després a Lisboa. Anys més tard, va ser ambaixador a Nàpols i a París, i el 1863 va ser president del Consell d'Estat. També va ser president del govern espanyol l'any 1854, durant només dos dies.
Les primeres obres, tant aquelles poètiques com dramàtiques, tenen influència neoclàssica, no obstant això, els contactes amb els romàntics a l'estranger el van fer apassionat d'aquest estil i el van fer crear les seves millors obres. En poesia és fonamental El Moro Expósito (1834), que va començar a escriure durant el seu període a Malta, i recull la llegenda de Mudarra i els Set Infants de Lara. També cal destacar els Romances históricos (1841), d'inspiració medieval, i les seves Leyendas, si bé amb una qualitat menor a les anteriors. La seva fama, però, es deu a la seva obra més coneguda, Don Álvaro o la fuerza del sino, publicada el 1835, obra clau del teatre romàntic i el triomf del Romanticisme en la literatura castellana.
Va ser membre de la Reial Acadèmia Espanyola, hi va ingressar el 1834 amb un discurs que elogiava el castellà, però recordant que necessitava posar-se al nivell de les altres llengües europees, que segons ell valien menys que la castellana. Així mateix, va esdevenir el seu tretzè director, entre el 20 de febrer de 1862 fins a la seva mort el 22 de juny de 1865.

## Títols i condecoracions
Al llarg de la seva vida el duc de Rivas va obtenir les següents condecoracions:
- Grandesa d'Espanya de primera classe.[4]
- Cavaller de l'Orde del Toisó d'Or.[4]
- Cavaller de justícia de l'Orde de Malta.[4]
- Cavaller de l'Orde de Sant Jaume.[4]

## Obres
| - Poesías (1814) - Al faro de Malta (1824) - La niña descolorída - Con once heridas mortales - Letrilla - El moro expósito (1834) | - Aliatar (1816) - Lanuza (1822) - Florinda (1826) - Arias Gonzalo (1827) - El desterrado - Viaje al Vesubio - Los Hércules - El parador de Bailén - El hospedador de provincia - El duque de Aquitania - El faro de Malta (1828) - Don Álvaro o la fuerza del sino (1835) - Tanto vales cuanto tienes (1840) - La morisca de Alajuar (1841) - El desengaño en un sueño (1842) - La azucena milagrosa (1847) - El crisol de la lealtad |